# Sero Colorado
Sero Colorado är en kulle i Aruba (Kungariket Nederländerna). Den ligger i det sydöstligaste hörnet av landet, 21 km sydost om huvudstaden Oranjestad. 